# Aconodes piniphilus
Aconodes piniphilus là một loài bọ cánh cứng trong họ Cerambycidae.